# تابوبيا مسننة
تابوبيا مسننة (الاسم العلمي:Tabebuia dentata) هي نوع غير مؤكد من النباتات تتبع جنس التابوبيا من الفصيلة البنيونية.